# Jozef Dupré
Pour les articles homonymes, voir Dupré.
Jozef Dupré, dit Jos Dupré, né le 8 juillet 1928 à Veerle et mort le 2 décembre 2021 à Turnhout, est un homme politique belge flamand, membre du CD&V.

## Biographie
Il fut directeur du Conseil économique de la province d'Anvers et de l'Intercommunale ontwikkelingsmaatschappij van de Kempen ; docteur en droit ; assistant social.
Il était le beau-père de Koen Geens, homme politique du même parti et ancien ministre.

## Distinctions
- Chevalier de l'Ordre de la Couronne.
- Grand Officier de l'Ordre de Léopold.
- Médaille civique de 1re classe.
- Officier de réserve.

## Fonctions politiques
- 1974 - 1996 : député fédéral du 10 mars 1974 au 29 juin 1996 (démissionnaire).
- 1977 - 1982 : bourgmestre de Westerlo.
- 1988 : ministre flamand de l'environnement (exécutif Geens III).
- 1988 - 1992 : secrétaire d'État des réformes institutionnelles.
- 1989 - 1992 : secrétaire d'État aux Petites et Moyennes Entreprises.
- 1989 - 1996 : bourgmestre de Westerlo.
- 1991 - 1992 : secrétaire d'État des classes moyennes.
- 1995 : président de la Chambre des représentants de Belgique.